# Romanów (Izdebno-Kolonia)
Romanów – część wsi Izdebno-Kolonia w Polsce położona w województwie mazowieckim, w powiecie garwolińskim, w gminie Łaskarzew.
Dawniej odrębna gromada w gminie Łaskarzew. W latach 1975–1998 miejscowość administracyjnie należała do województwa siedleckiego.